# Conrad Bain
Conrad Stafford Bain (Lethbridge, 4 febbraio 1923 – Livermore, 14 gennaio 2013) è stato un attore canadese naturalizzato statunitense.
Ha risieduto negli Stati Uniti dal 1946 fino alla morte. È famoso per aver partecipato al telefilm Il mio amico Arnold, in cui interpreta il ruolo di Philip Drummond, il padre adottivo di due ragazzi di colore impersonati da Gary Coleman e Todd Bridges.

## Biografia
Bain nacque a Lethbridge, nella provincia dell'Alberta, da Jean Agnes e Stafford Harrison Bain, venditore all'ingrosso. Suo fratello gemello, Bonar Bain, è stato anch'egli attore.
Durante la seconda guerra mondiale prestò servizio con l'esercito canadese. In seguito si trasferì a New York, dove si iscrisse all'Accademia Americana di Arti Drammatiche, avendo come compagni di corso tra gli altri Charles Durning e Don Rickles.
Divenne cittadino statunitense nel 1946, prima di ottenere la laurea nel 1948.

### Carriera
Dopo essersi messo in mostra nello Stratford Shakespeare Festival, Bain ebbe un ulteriore successo nel 1956 come attore teatrale a Broadway nella rappresentazione della pièce Arriva l'uomo del ghiaccio (The Iceman Cometh), di Eugene O'Neill, ottenendo una recensione positiva dal prestigioso New York Times. In seguito recitò in numerosi spettacoli di Broadway, tra cui Zio Vania, Un nemico del popolo, Candido. Durante una rappresentazione teatrale a New York, trovò lavoro in una soap-opera televisiva, Dark Shadows, inedita in Italia, di cui interpretò le prime due stagioni.
Nei primi anni settanta Bain iniziò a recitare in una serie di film di successo come Il dittatore dello stato libero di Bananas (1971) e Rapina record a New York (1971). Queste apparizioni gli consentirono di mettersi in maggior evidenza e di fargli ottenere il ruolo del dottor Arthur Harmon nella serie Maude (in Italia conosciuta anche come Una signora in gamba), una sitcom della CBS nata nel 1972 come spin-off della serie Arcibaldo e trasmessa con successo per sei stagioni, fino al 1978.
Con la fine della serie arrivò una popolarità ancora maggiore grazie al ruolo di Philip Drummond nella serie Il mio amico Arnold, di cui Bain interpretò ininterrottamente 8 stagioni e 189 episodi fino al 1986. Nel 1979 partecipò anche ad un episodio della serie spin-off di Arnold, L'albero delle mele, sempre nel ruolo di Drummond. Secondo i suoi figli e il collega Todd Bridges, il modo di interpretare Philip Drummond era molto simile ai suoi atteggiamenti di padre nella vita reale.
Nel 1987 Bain partecipò a una serie di minore successo, Caro presidente (Mr. President), durata due stagioni.
Nel 1996 Bain riprese il ruolo di Philip Drummond per un episodio dell'ultima stagione della serie Willy, principe di Bel Air.
Nel 2011 comparve in un episodio della serie televisiva Unforgettable.

### Morte
È morto per cause naturali il 14 gennaio 2013, poche settimane prima del suo novantesimo compleanno.

## Vita privata
Bain ebbe tre figli e una figlia da Monica Sloan, con cui fu sposato fino alla morte di lei nel 2009. 

## Filmografia parziale

### Cinema
- Squadra omicidi, sparate a vista! (Madigan), regia di Don Siegel (1968)
- Jim l'irresistibile detective (A Lovely Way to Die), regia di David Lowell Rich (1968)
- Un giorno... di prima mattina (Star!), regia di Robert Wise (1968)
- L'uomo dalla cravatta di cuoio (Coogan's Bluff), regia di Don Siegel (1968)
- I brevi giorni selvaggi (Last Summer), regia di Frank Perry (1969)
- Amanti ed altri estranei (Lovers and Other Strangers), regia di Cy Howard (1970)
- Il dittatore dello stato libero di Bananas (Bananas), regia di Woody Allen (1971)
- Rapina record a New York (The Anderson Tapes), regia di Sidney Lumet (1971)
- Voglio la libertà (Up the Sandbox), regia di Irvin Kershner (1972)
- Cartoline dall'inferno (Postcards from the Edge), regia di Mike Nichols (1990)

### Televisione
- The Further Adventures of Ellery Queen – serie TV, episodio 1x23 (1959)
- Le cause dell'avvocato O'Brien (The Trials of O'Brien) – serie TV, episodio 1x12 (1965)
- Maude – serie TV, 141 episodi (1972-1978)
- Il mio amico Arnold (Diff'rent Strokes) – serie TV, 189 episodi (1978-1986)
- Hello, Larry – serie TV, 3 episodi (1979-1980)
- L'albero delle mele (The Facts of Life) – serie TV, un episodio (1979)
- Willy, il principe di Bel-Air (The Fresh Prince of Bel-Air) – serie TV, episodio 6x24 (1996)

## Doppiatori italiani
Nelle versioni in italiano delle opere in cui ha recitato, Conrad Bain è stato doppiato da:
- Mauro Bosco ne Il mio amico Arnold (st. 5-8), Willy, il principe di Bel-Air
- Gianni Bonagura ne Il dittatore dello stato libero di Bananas
- Gianni Marzocchi in Maude
- Emilio Cigoli ne Il mio amico Arnold (st. 1, ep. 2x07)
- Giuseppe Fortis ne Il mio amico Arnold (ep. 1x24, st. 2)
- Enrico Luzi ne Il mio amico Arnold (ep. 3x01-3x02, 3x04-3x11)
- Dario Penne ne Il mio amico Arnold (ep. 3x03, 3x12-3x22)
- Michele Kalamera ne Il mio amico Arnold (st. 4)